# عراقيه (مقاطعة فراهان)
عراقيه (بالفارسية: عراقیه) هي قرية تقع في مركزي في إيران. يقدر عدد سكانها بـ 36 نسمة بحسب إحصاء 2016.